# 阿尔扎泰布里安扎
阿尔扎泰布里安扎（義大利語：Alzate Brianza）是意大利科莫省的一个市镇。总面积7平方公里，人口5092人，人口密度727.4人/平方公里（2009年）。ISTAT代码为013007。